# عبد الله عيسى (لاعب كرة قدم)
عبد الله عيسى (مواليد 1 يناير 1987) لاعب كرة قدم إماراتي يجيد اللعب في الهجوم .
كانت بداياته مع نادي الشعب وانتقل إلى نادي الشباب عام 2012 و عاد إلى نادي الشعب عام 2014 .

## روابط خارجية
- عبد الله عيسى على موقع Soccerway.com (الإنجليزية)